# Orthocentrinae
Die Orthocentrinae sind eine relativ kleine Unterfamilie der Schlupfwespen mit mehr als 500 Arten in 31 Gattungen (siehe unten). Der Umfang und die Gliederung der Unterfamilie sind noch keineswegs klar, sie ist eine der am wenigsten erforschten Schlupfwespen, sogar die europäischen Arten sind noch ungenügend bekannt. Die Unterfamilie ist weltweit verbreitet und in den letzten Jahren wurden viele Arten in den Tropen neu beschrieben.

## Morphologie
Die Orthocentrinae sind kleine bis mittelgroße, meist unscheinbare Schlupfwespen, deren Vorderflügel 2 bis 9 mm lang ist. Der Kopf schaut von vorne meist dreieckig aus, der Clypeus ist meistens klein und stark konvex. Der Ovipositor ist nur kurz bis mäßig lang.

## Lebensweise
Alle Arten, für die die Biologie bekannt ist, sind Endoparasitoide von Mücken, insbesondere von Pilzmücken und Trauermücken. Oft entwickeln sich die Wirte in Fruchtkörpern von Pilzen, die Schlupfwespen stechen die Fliegenlarven in den Fruchtkörpern an.  In Europa schwärmen sie manchmal in größerer Anzahl in feuchten, schattigen Habitaten, ähnlich wie Oxytorinae.

## Systematik
Die Systematik der Orthocentrinae ist noch sehr unklar, viele Gattungen und Arten müssen dringend genauer untersucht werden. Ob die Orthocentrinae monophyletisch sind, wird zwar von verschiedenen Untersuchungen unterstützt, ist aber nicht sicher. In der grundlegenden Systematik von Townes wurden die Orthocentrinae in zwei Unterfamilien aufgeteilt, die Orthocentrinae s. str. (Orthocentrus Gruppe) und die Microleptinae (mit der Helictes Gruppe), wobei letztere einen „Papierkorb“ (wastebasket) darstellten. Die Orthocentrus Gruppe dürfte monophyletisch sein und enthält die folgenden Gattungen (die aber nicht alle monophyletisch sein dürften): Orthocentrus, Neurateles, Plectiscus, Picrostigeus, Batakomacrus, Chilocyrtus und Stenomacrus.

## Gattungen

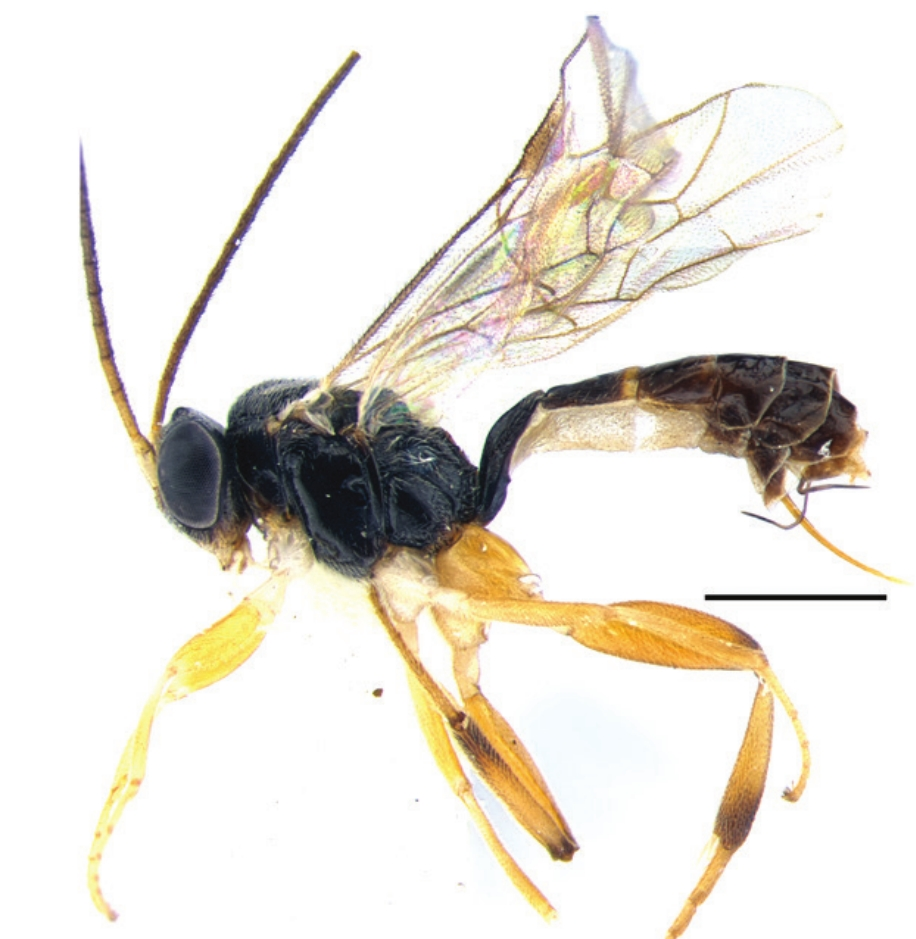
Gnathocoris flavipes

- Aniseres Förster, 1871: 7 Arten weltweit verbreitet
- Aperileptus Förster, 1869: 18 Arten, Paläarktis, Nearktis, Afrotropis,
- Apoclima Förster, 1869: 7 Arten, Paläarktis, Nearktis, Neotropis
- Atabulus Rossem, 1988: 1 Art, Russland
- Batakomacrus Kolarov, 1986: 3 Arten, Europa und Kanada[9]
- Catastenus Förster, 1869: 3 Arten, Paläarktis, Nearktis, Neotropis, Afrotropis
- Chilocyrtus Townes, 1971: 2 Arten. Afrotropis, Neotropis, Orientalis und Japan[9]
- Dialipsis Förster, 1869: 3 Arten, Paläarktis, Nearktis
- Entypoma Förster, 1869: 6 Arten, Paläarktis, Nearktis
- Eusterinx Förster, 1869: 21 Arten, Paläarktis, Nearktis, Neotropis
- Fennomacrus Humala, 2008: 1 Art, Finnland
- Gnathochorisis Förster, 1869: 15 Arten, Paläarktis, Nearktis, Neotropis, Orientalis[10]
- Helictes Haliday, 1837:11 Arten, Paläarktis, Nearktis, Neotropis
- Hemiphanes Förster, 1869: 7 Arten, Paläarktis, Orientalis, gehört jetzt zu den Cryptinae[11]
- Hyperacmus Holmgren, 1858: 5 Arten, Paläarktis, Nearktis, Orientalis

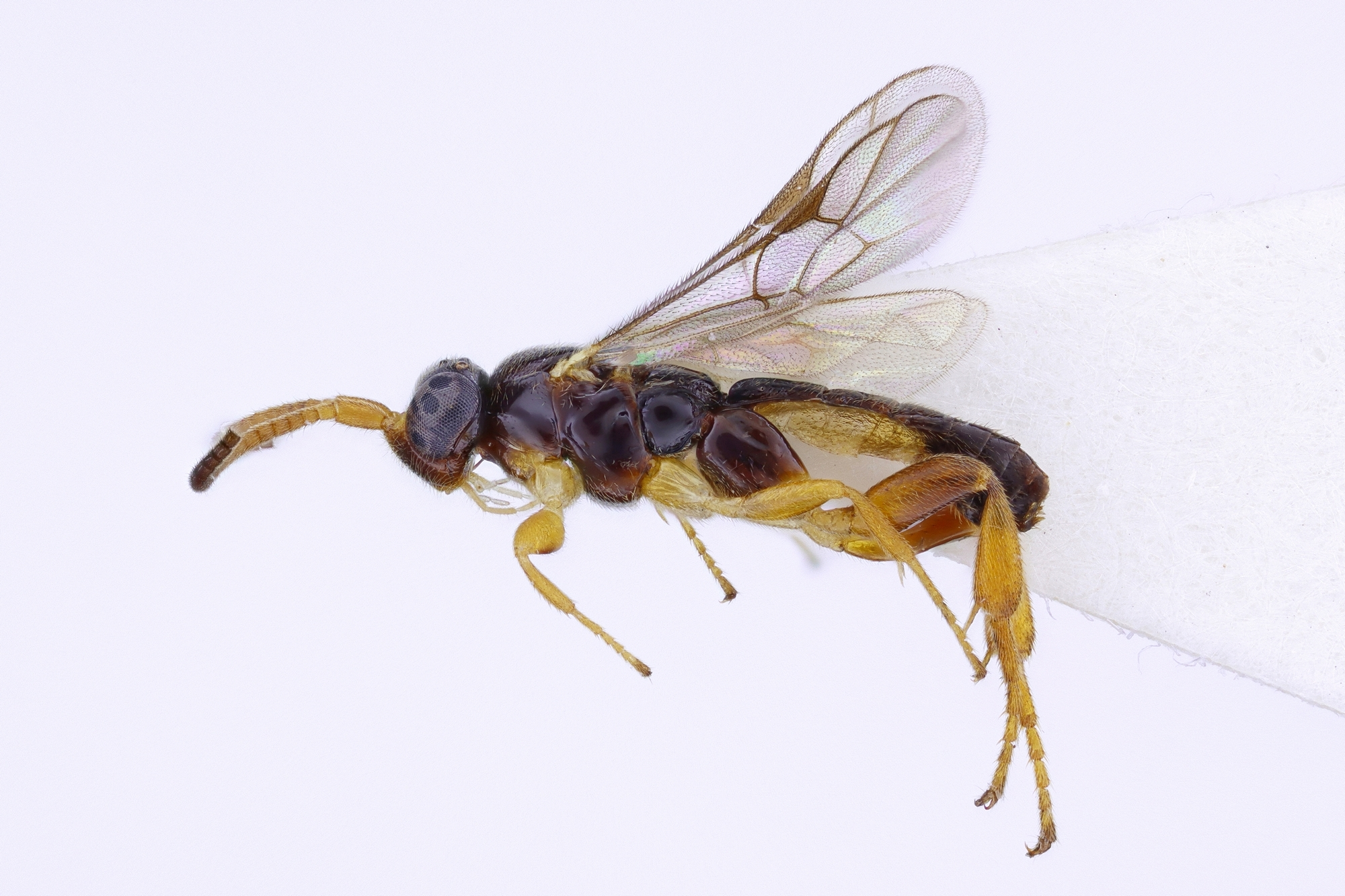
Othocentrus ashaninka aus dem Regenwald von Peru (Präparat der Zoologischen Staatssammlung München)

- Othocentrus ashaninka aus dem Regenwald von Peru (Präparat der Zoologischen Staatssammlung München)Megastylus Schiødte, 1838: 27 Arten, weltweit (parasitieren bei räuberischen Larven von Langhornmücken)[12]
- Neoproclitus Dasch, 1992: 1 Art, Nearktis
- Neurateles Ratzeburg, 1848: 6 Arten, Paläarktis, Nearktis

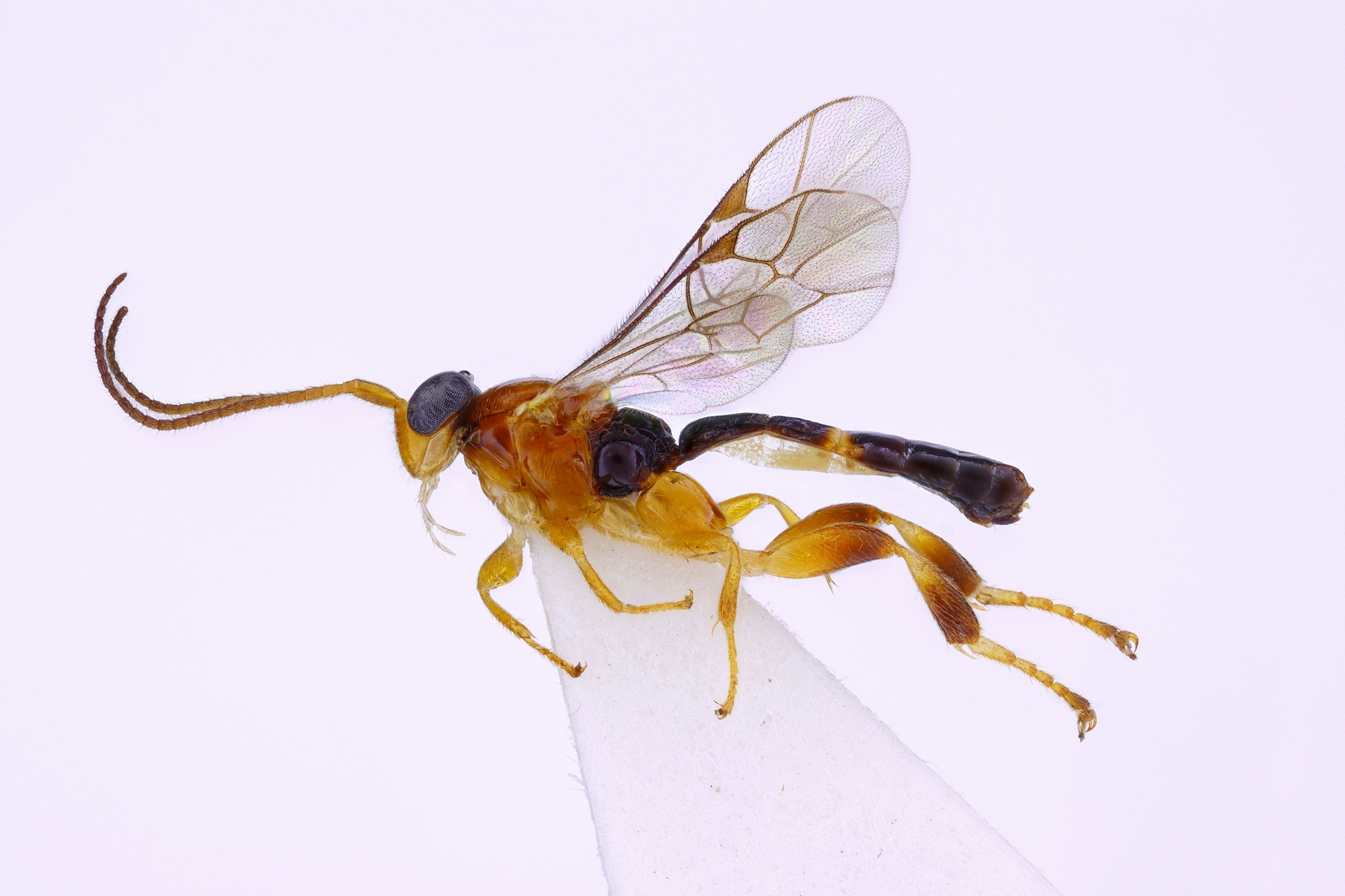
Orthocentrus margarethae aus dem Regenwald von Peru (Präparat der Zoologischen Staatssammlung München)

- Orthocentrus panguana aus dem Regenwald von Peru (Präparat der Zoologischen Staatssammlung München)Orthocentrus margarethae aus dem Regenwald von Peru (Präparat der Zoologischen Staatssammlung München)Orthocentrus Gravenhorst, 1829: Weltweit verbreitet, mindestens 157 Arten, davon viele erst vor kurzem aus der Neotropis und Südkorea neu beschrieben.[12][13][14][3]

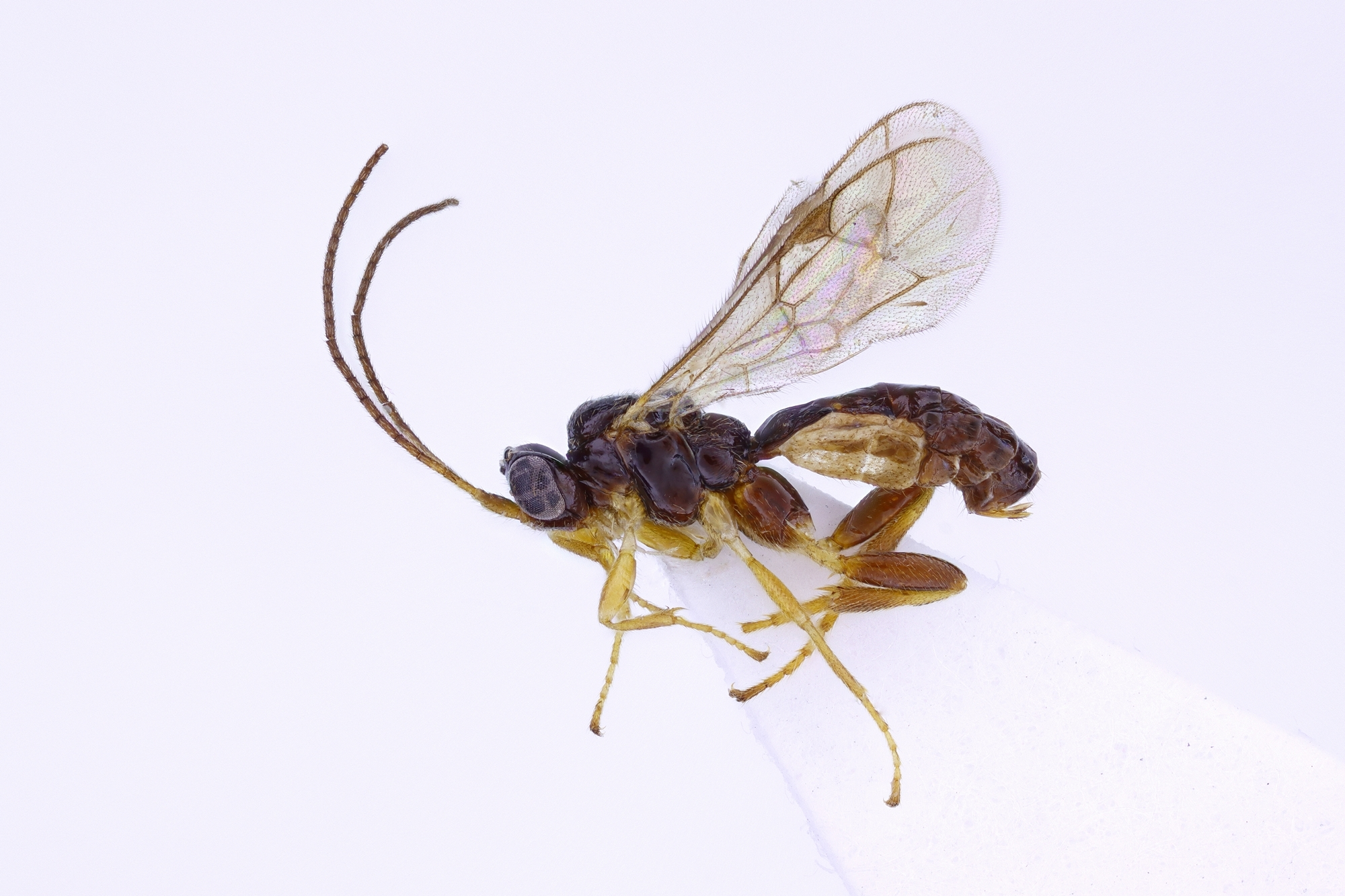
Orthocentrus panguana aus dem Regenwald von Peru (Präparat der Zoologischen Staatssammlung München)

- Pantisarthrus Förster, 1871: 6 Arten, Holarktis, Ozeanien
- Picrostigeus Förster, 1869: 8 Arten, Europa, USA
- Plectiscidea Viereck, 1914: 96 Arten, weltweit, außer Orientalis
- Plectiscus Gravenhorst, 1829: 11 Arten, Holarktis, Afrotropis
- Proclitus Förster, 1869: 24 Arten, weltweit, außer Orientalis
- Proeliator Rossem, 1982: 24 Arten, weltweit, außer Orientalis
- Scutellator Kasparyan & Humala, 1995: 2 Arten, fossil, aus dem Eozän,
- Sphingozona Townes, 1971: 2 Arten, Brasilien, Peru
- Stenomacrus Förster, 1869: 73 Arten, weltweit, nicht monophyletisch, besonders viele Arten in gemäßigten Breiten[9]
- Symplecis Förster, 1869: 14 Arten, weltweit
- Tariqia Rousse & Villemant, 2012: 1 Art, Reunion
- Terminator Humala, 2007: 2 Arten, Russland